# Hipótesis de las tres fuentes

Las flechas indican el flujo de información. Al igual que con la teoría de las dos fuentes, los partidarios de la hipótesis de las tres fuentes pueden postular o no que Marcos tenía acceso a la colección de dichos.

La hipótesis de las tres fuentes es una solución propuesta para el problema sinóptico. Combina aspectos de la teoría de las dos fuentes y la hipótesis de Farrer. Afirma que el evangelio de Mateo y el evangelio de Lucas usaron el evangelio de Marcos y una colección de dichos de Jesús como fuentes primarias, pero que el evangelio de Lucas también utilizó el evangelio de Mateo como fuente subsidiaria. La hipótesis lleva el nombre de los tres documentos que postula como fuentes, a saber: la colección de dichos, el evangelio de Marcos y el evangelio de Mateo.
La colección de dichos puede identificarse con Q, o algún material (típicamente narrativo) normalmente asignado a Q, en su lugar puede ser atribuido al uso de Mateo por Lucas.
Esta teoría ha sido defendida por Heinrich Julius Holtzmann, Eduard Simons, Hans Hinrich Wendt, Edward Y. Hincks, Robert Morgenthaler, y Robert H. Gundry.